# Egon & Dönci
Az Egon & Dönci 2007-ben bemutatott, az első ingyen letölthető[pontosabban?] magyar 3D-s számítógépes animációs film, amely egy űrkutatóról és egy kandúrról szól. Az animációs játékfilm rendezője Magyar Ádám, producere Gálicza Andrea. A forgatókönyvet Magyar Elemér írta, a zenéjét Balázs Gábor, Macsinka Zsolt és Sohajda Péter szerezte. 
Az ÆnimaCGS, kommuna.org gyártásában készült, a HungariCom Kft. forgalmazásában jelent meg. Műfaja sci-fi elemeket felvonultató kalandos filmvígjáték. Magyarországon 2007. november 29-én mutattak be a mozikban.

## Cselekmény
Egy távoli csillag egyik kis bolygóján él Egon, a kissé szórakozott, amatőr űrkutató, akinek minden lében kanál, kétbalkezes társa Dönci, a túltáplált macskaforma lény. Egy szép napon ismeretlen eredetű tárgy zuhan le a bolygójukra, melynek roncsai között megcsillan egy lemez, rajta az emberiség üzenetével.
Egon a felfedezőkre jellemző izgalommal határozza el, hogy felveszi a kapcsolatot a magáról hírt adó civilizációval. Azonnal nekilát a munkának: műhelyében bádogűrhajót épít az űrkalandhoz. Dönci érdeklődésével folyamatosan hátráltatja az indulást, de végül az űrhajó a Naprendszer felé veszi az útját. Megkezdődik életük legnagyobb kalandja: óriás viharban utazás hatalmas villámlások kíséretében, veszélyes lavírozás a lenyűgöző világűr gigantikus méretű csillagai, bolygói között. Az izgalmak közepette Egon szemei váratlanul lecsukódnak, feje előrebukik és rajtaütésszerűen elszundít. Dönci természetesen rögtön „Egonosat” kezd játszani a felügyelet nélküli pilótafülkében, fontoskodva nyomogatja a gombokat. Az űrhajó Dönci gombnyomásaira véletlenül hiper-űrsebességre kapcsol, és ezután teljes hajtómű-terheléssel száguld, egészen a fagyos Plútóig, miközben meghibásodik. Egon külszíni szereléssel megjavítja a gépet, s folytatják útjukat a nagy kék bolygó felé.
Sikeresen landolnak a Földön, s megismerkednek egy földlakóval, aki mesél nekik a bolygóról, az emberekről, szépségről, csúnyaságról, egyszóval magáról az életről. A nagy utazás azonban itt még korántsem ér véget…

## A film elkészülésének körülményei
Az Egon & Dönci-t – az első magyar egész estés 3D-animációs filmet – mindennemű állami támogatás nélkül, másfél év alatt készítette a mindössze tucatnyi lelkes tehetségből álló kommuna.org „fedőnevű” alkotócsoport.
A film – mindamellett, hogy elsősorban gyerekeknek szóló mesefilm – sok tanulsággal szolgál a felnőttek számára is. Egy avantgárd felfogású audió-vizuális etűd, amely könnyed, klipszerű stílusa ellenére olyan globális problémákat feszeget, mint a környezetszennyezés, túlnépesedés és elidegenedés lehetséges jövőbeli hatásai.
A zenesáv nagy részét szintén a kommuna.org alkotói készítették, egyetlen kivétel a „Csigavonal/Vágóhíd” című szám, szerzője a Shapat Terror.

## Ingyenes letöltés
A film gyártócége ingyen elérhetővé tette a rajzfilmet, a látogatók egy húsz másodperces reklám megtekintése után tölthették le a mozifilmet sokféle formátumban, a mobiltelefonokon lejátszható változattól akár a HDTV (nagy felbontású – házimozi) formátumig. (Ez a lehetőség már nem elérhető, az összes internetes link megszűnt. A DVD kiadás felirata szerint a forgalmazó Hungaricom semmiféle felhasználást nem enged meg, szerzői jogokra hivatkozva.)

## Televíziós megjelenések
RTL Klub, Duna, Duna World, Film+ 2, Film+, RTL+ 

## Kritikák
- ÆnimaCGS lapjai (egy része már megszűnt)
- Kommuna.org (Gál Gergely, gyártásvezető)